# Marcin Kołaczkowski
Marcin Kołaczkowski (ur. 26 listopada 1978 w Warszawie) – polski aktor teatralny i filmowy, a także reżyser i producent widowisk oraz spektakli muzycznych.
W 2003 roku ukończył studia na wydziale aktorskim Akademii Teatralnej w Warszawie. Współzałożyciel i dyrektor artystyczny „Sztukoteki”, prezes Stowarzyszenia „Muzyka bez granic” w latach 2006–2011, współzałożyciel grupy „Konsekwentnie Niekonsekwentni” (obecny Teatr Konsekwentny w Warszawie). Do jego najważniejszych realizacji należą m.in. „Niemen inaczej” (2014), „Salute to Queen” (2013), „Krzyżacy rock-opera” (2010), „Scooby Doo i Widmo piratów – na żywo” (2010), „Kompania Dropsa” (2009). Jako aktor musicalowy wcielił się m.in. w postać Quasimodo w polskiej koncertowej wersji musicalu „Notre Dame de Paris”.
W roku 2021 wyreżyserował widowisko telewizyjne pt. Zakochany Mickiewicz.

## Filmografia
- 2001: Marszałek Piłsudski (odc. 2)
- 2002: Break Point
- 2002: Miodowe lata − agent Jacek (odc. 105)
- 2002–2010: Samo życie − fotograf
- 2003–2010: Na Wspólnej − fachowiec
- 2004: Pensjonat pod Różą − uczestnik zabawy (odc. 3)
- 2006: Fala zbrodni − Abi (odc. 80)
- 2006–2008: Kryminalni − fotograf Adek (odc. 44), scenograf (odc. 99)
- 2009: Złotopolscy − pasażer Filip Konopka (odc. 1078 i 1079)
- 2010: Klub szalonych dziewic − redaktor (odc. 1 i 3)
- od 2012: Klan − Korbas